# 31 Dywizjon Rakietowy Obrony Powietrznej
31 Kórnicki dywizjon rakietowy Obrony Powietrznej (31 dr OP) – samodzielny pododdział Wojsk Obrony Przeciwlotniczej Sił Powietrznych.
Dywizjon stacjonował w Poznaniu, podlegał dowódcy 1 Śląskiej Brygady Rakietowej Obrony Powietrznej. Dywizjon rozformowano 31 grudnia 2011 wraz z 1 Śląską Brygadą Rakietową Obrony Powietrznej.

## Historia
Dywizjon sformowano na mocy rozkazu dowódcy WOPK nr 00103/Org z dnia 26 lipca 1963 i rozlokowano w pobliżu Czołowa koło Kórnika, z podległością 79. spr OPK. Dywizjon zabezpieczał południową część ostrzału 79. pułku.
Jednostka wyposażona została w przeciwlotniczy zestaw rakietowy średniego zasięgu typ SA – 75M Dźwina.
W dniach 21 maja–3 czerwca 1964 odbył pierwsze strzelania bojowe na poligonie w ZSRR, kolejne w latach 1969, 1974, 1978 i 1984.
W 1986 roku jednostkę przezbrojono w przeciwlotniczy zestaw małego zasięgu S-125 Newa, którym w roku 1988 dywizjon odbył strzelania bojowe na poligonie w Aszułuku, w ZSRR. Kolejne na poligonie krajowym w Ustce w latach 1995, 2005 i 2006.
Na przełomie lat 1999/2000 jednostkę przeniesiono do nowego miejsca stacjonowania na poznańskiej Ławicy.
W roku 1998, po rozwiązaniu 79. spr OP, dywizjon podporządkowany został 1. BR OP w Bytomiu.
W roku 2004 nastąpiło przezbrojenie jednostki w zmodernizowany zestaw S-125 Newa-SC, z którego jednostka odbyła strzelania techniczne w roku 2005, w ramach ćwiczenia „Krogulec 2005”.
11 września 2004 w Kórniku, w obecności dużej grupy byłych żołnierzy 31 dywizjonu, przedstawiciela marszałka województwa, wojewody, starosty poznańskiego i władz samorządu gminy Kórnik odbyła się uroczystość odsłonięcia tablicy pamiątkowej poświęconej żołnierzom 31. dr OP.
Dywizjon otrzymał własną odznakę pamiątkową zatwierdzoną decyzją nr 289/MON z 31 sierpnia 2005 oraz oznakę rozpoznawczą zatwierdzoną decyzją nr 237/MON z 14 czerwca 2006.
Decyzją Ministra Obrony Narodowej nr 280/MON z 24 sierpnia 2005 ustalono święto dywizjonu obchodzone 11 września.
Nazwę wyróżniającą Kórnicki nadano jednostce decyzją nr 47/MON z 14 lutego 2006.
W 2011 roku dywizjon po raz kolejny zmienia miejsce dyslokacji – na lotnisko w Krzesinach oraz przyjmuje nowoczesny zestaw rakietowy do osłony 31. Bazy Lotniczej. Do 2011 roku 31 Dywizjon Rakietowy Obrony Powietrznej "dzielił" teren jednostki z 76 Dywizjonem Rakietowym Obrony Powietrznej. Żołnierze szkolili się na poligonach w Murowanej Goślinie i w Biedrusku. Wyjeżdżali co roku również na poligon do Ustki, gdzie odbywało się próbne strzelanie pociskami przeciwlotniczymi.

## Struktura
- dowództwo i sztab,
- bateria dowodzenia,
- bateria radiotechniczna,
- bateria startowa (S-125 Newa-SC)

## Dowódcy dywizjonu
- 1963–1964 – mjr Tadeusz Zieliński
- 1964–1966 – mjr Jerzy Holik
- 1966–1986 – ppłk Ryszard Sawicki
- 1986–1996 – ppłk Józef Zaborowski
- 1996–1998 – mjr Michał Kiełtyka
- 1998–2006 – mjr Zbigniew Tracz
- 2006–31 grudnia 2011 – ppłk Radosław Banaszak